# 先天道
先天道，亦称先天教、先天門、先天玄关大道或青蓮教，是一個近代較活躍的中國民間新興、祕密宗教，信奉瑤池金母為最高神祇。其特點包括信奉一位陰性、女性的神祇，以及關注人類的救贖與道德完成。中國共產黨奪取政權後，中國取締新興宗教，一些先天道教派轉而在臺灣、香港等地發展、活躍。
它始創於17世紀清朝的江西，被後世學者認為是受明代新興宗教羅教影響的產物，主張三教合一、儒家應運，以行儒教之禮儀、用道教之工夫、守佛教之規戒為修行方式，其廟宇俗稱「齋堂」。
教徒帶髮修行、茹素禁慾，也具有強烈道教色彩，如扶鸞開沙、修煉內丹，以及著有《太上清靜經圖註》、《玉皇心印妙經真解》、《呂祖指玄篇秘註》等諸多丹經傳世。鼓吹「三期末劫」、「普渡收圓」，認為人類應於末世前透過修煉以返回「無極」，達到永世脫離輪迴、歷劫而不壞的境界。
先天道被清代統治者認為是異端而受到壓制。它在今日中國大陸仍大致上被禁止，但在港台及東南亞一帶茁壯成長。
先天道運動不僅限於華語國家，在日本至少有一個教派，即天道。 在越南，先天道（越南語：Tiên Thiên Đạo）學說最終影響了自 17 世紀以來明道（越南語：Minh Đạo）教派的興起以及隨後在 20 世紀的高臺教。在韓國，甑山道（증산도）的創立也被認為與先天道間接相關。
明確自我認同或被視為先天道脈一部分的教派有：
- 同善社（英语：Shengdao）：原名禮門，以黎晚成為十四祖接續道脈，初於四川等地發展，至民初彭迴龍掌教時於全國各省盛極一時，也以儒教自居。戰後轉往台灣與香港、東南亞為根據地發展。
- 一貫道：原名末後一着教，以姚鶴天為十四祖接續道脈，由王覺一傳入山東，至民初改為一貫道。戰後轉往台灣為主根據地積極發展，至今信眾數量龐大，遍及全球。
- 道院：原名皈依道，盛行於民初華北及東北，成立世界紅卍字會。戰後轉往台灣發展。
- 歸根道：別名圓明道，以曾子評為十五祖接續道脈，清末傳至東南亞發展。
- 普度門：現以新加坡、馬來西亞為根據地發展。
- 德教：源自民國廣東潮州本土的扶鸞結社，現以東南亞為根據地發展。
- 圓玄學院：原為同善社於香港之一支，後朝全真派道教化，更促成近代香港道教聯合會的發起，為當代香港道教之主導。
- 明道：越南明師道、明理道、明光道、明善道和明新道之合稱。
- 高臺教：全名三期普度大道，被視為清末先天道由廣東傳入越南後之改革教派。
- 天德教：民初由蕭昌明創教於四川，戰後轉往台灣發展。
- 天帝教：戰後由李玉階創教於台灣，為天德教分出。

此外，當今台灣民間以「母娘」信仰為主、以慈惠堂與勝安宮為代表的各種新興宗教靈修團體，其神學建構亦大量挪用自先天道，但彼此並無直接關聯性。

## 歷史
先天道於清朝順治年間創立於江西，創教人為黃德輝，但黃本人自稱九祖，以羅蔚群為師。早年先天道只在江西一帶活動，道光初年開始傳至華南、西南各省，並於清朝咸豐年間由李昌晉、黃昌成二人傳入台灣，光緒年間由田邵邨傳入香港。
在中国大陆，其改革派的同善社、 一貫道及道院於民國初年流行於全國各地。
1950年代初，中华人民共和国政府在取缔反动会道门运动中，将先天道作为反动会道门取缔。改革开放后，先天道在不少省份加入了佛教协会，也有一部分加入道教协会。先天道由此得以在中国大陆继续活动。
在台灣日治時期，為了管理方便，台灣總督府將先天道、龍華教、金幢教一同列入齋教管理，不過在1915年西來庵事件發生後，遭到壓制。在臺灣戰後時期，仍受國民政府打壓，使得許多先天道齋堂「空門化」，轉而被佛教團體接收改宗為正統佛寺，或與改革派的外省同善社、 一貫道合流。
如今台灣先天道以高雄五甲協善心德堂規模最大、傳承最好。
在香港，部分先天道齋堂逐漸向道教變化，尤其與其教義相近的全真道，突變為以儒釋道三教合一的團體，因而被香港道教聯合會接受為會員，據統計，登計在聯合會下的道堂約有四分之一是屬於先天道體系。
在東南亞，越南先天道又稱明師道，泰國先天道則設有南洋先天佛教總會的組織。 新加坡、馬來西亞也有不少先天道齋堂。

## 源流
據教內典籍《祖派源流》記載，以達摩祖師為初祖，二祖神光，三祖普庵，四祖曹洞，五祖黃梅，六祖惠能，七祖白馬（南嶽懷讓及馬道一，或說白玉蟾及馬丹陽），八祖羅蔚群（唐代道士羅公遠化身，非羅教祖師羅清），九祖為創教人黃德輝（推測為黃廷臣），十祖吳紫祥，十一祖何若（了苦），十二祖袁志謙，十三祖楊還虛（守一）、徐還無（抱一）並稱。十四祖彭依法（水祖），十五祖林依秘（金祖），由於十五祖之後教派分裂眾多，今日先天道於十五祖後不再記有任何祖師。
台灣先天道有「萬全堂」、「乾元堂」兩大系統，前者傳自四川，後者源自江南。乾元堂系統為真一祖黃道明所立，在光緒年間，由陳運榮傳至台灣北部。
香港先天道以廣東「藏霞洞」、「飛霞洞」（傳自萬全堂）與「朝元洞」系統為主，統稱嶺南道脈，在咸豐年間由陳復始自湖北傳至廣東，後再輾轉傳至香港、東南亞。
歸根道、同善社、一貫道、道院、德教、圓玄學院、高臺教等都是從先天道分支的新興宗教。

## 教義
主張三教合一，以行儒教之禮儀、用道教之工夫、守佛教之規戒為修煉方式，結合儒家倫理綱常、佛教禪宗和道教內丹思想，又以元會運世導入道教末劫概念，認為當今「道」傳火宅、儒家應運，以儒教為三教之首要，在日常做道德倫理工夫。與一般明清新興宗教不同，先天道歷經將無生老母投射於道教瑤池金母信仰的演變結合過程，認為金母是一切生命萬物的起源，從「無」生「有」，「有」幻化萬物，包括人類，稱「原人」、「原靈」或「佛種」，因一共九十六億，故稱九六原人。當人類從「無」而生時，每個人都有與生俱來的「性」與「命」，還擁有三寶—「神」、「氣」與「精」。當一個人逐漸成長且成熟時，由於受到各種不正當慾望的干擾，而導致思想雜亂與沉溺於物質享受，而陷入外在的世界，「性」與「命」的力量就會分開，三寶也會逐漸削弱。為了讓一個人保持樸實無華的本性，就必須利用佛教的對外修行和道教內丹術對內的修煉，使人類回到出生前—「先天」—充滿潛力和生命力的階段。

## 教階
依職級高低分為「道」-十地祖師、「運」-發恩備夷、「永」-保恩師、「昌」-引恩師、「明」-證恩師、天恩師、齋友、德者、誠意眾生。先天道禁止神職人員婚嫁，並主張絕對素食，戒律操守嚴格。

## 名人
- 黃玉階
- 蔡旨禪
- 李應彬

## 各地齋堂
台灣
- 澎湖馬公地區：澄源堂、坤儀堂、太和堂
- 台北地區：大稻埕至善堂、土城普安堂、三峽元亨堂、新莊擇善堂（改擇善寺）
- 宜蘭地區：頭城靜養堂（改蓮光寺）
- 桃園地區：大溪六也堂（已廢）
- 新竹地區：福林堂、太和堂
- 彰化地區：福涵堂、福吉堂（改福善寺）
- 嘉義地區：天龍堂（三教合一）
- 台南地區：府城報恩堂、擇賢堂、崇德堂
- 高雄地區：高雄明善堂、五甲心德堂、岡山福全堂、草衙率性佛堂
- 屏東地區：屏東祈安堂、東港明德堂、林邊靈心堂、道一宮至釋堂

香港
- 香港地區：筲箕灣極樂洞、西環福慶堂
- 新界地區：屯門善慶洞、粉嶺藏霞精舍、大埔桃源洞、坤道堂、荃灣陳佐勉堂
- 九龍地區：牛池灣賓霞洞、萬佛堂、深水埗龍慶堂

廣東
- 清遠地區：藏霞洞、飛霞洞、錦霞禪院
- 羅浮山地區：朝元洞

東南亞
- 泰國地區：曼谷萬全堂、復陽善堂、善慶壇、尖竹汶三光佛堂、羅勇三一佛堂、泓恩堂、抱木復陽佛堂、北欖明真善堂、通玄善堂、慶元佛堂、嘉慶佛堂、一德佛堂、忠孝義堂、維善佛堂、復慶佛堂、華香佛堂、維覺佛堂、大慶菩提堂、寶蓮佛堂、順慶佛堂、原慶佛堂、萬壽佛堂、善德佛堂、合興佛堂、普玄佛堂、碧溪壇、長慶佛堂、復善堂